# Conor Coady
Conor David Coady (St Helens, 25 febbraio 1993) è un calciatore inglese, difensore del Wrexham. Con la nazionale inglese è stato vicecampione d'Europa nel 2021.

## Caratteristiche tecniche
Nasce calcisticamente come mediano, ma nel corso della sua carriera si impone come centrale difensivo.

## Carriera

### Club

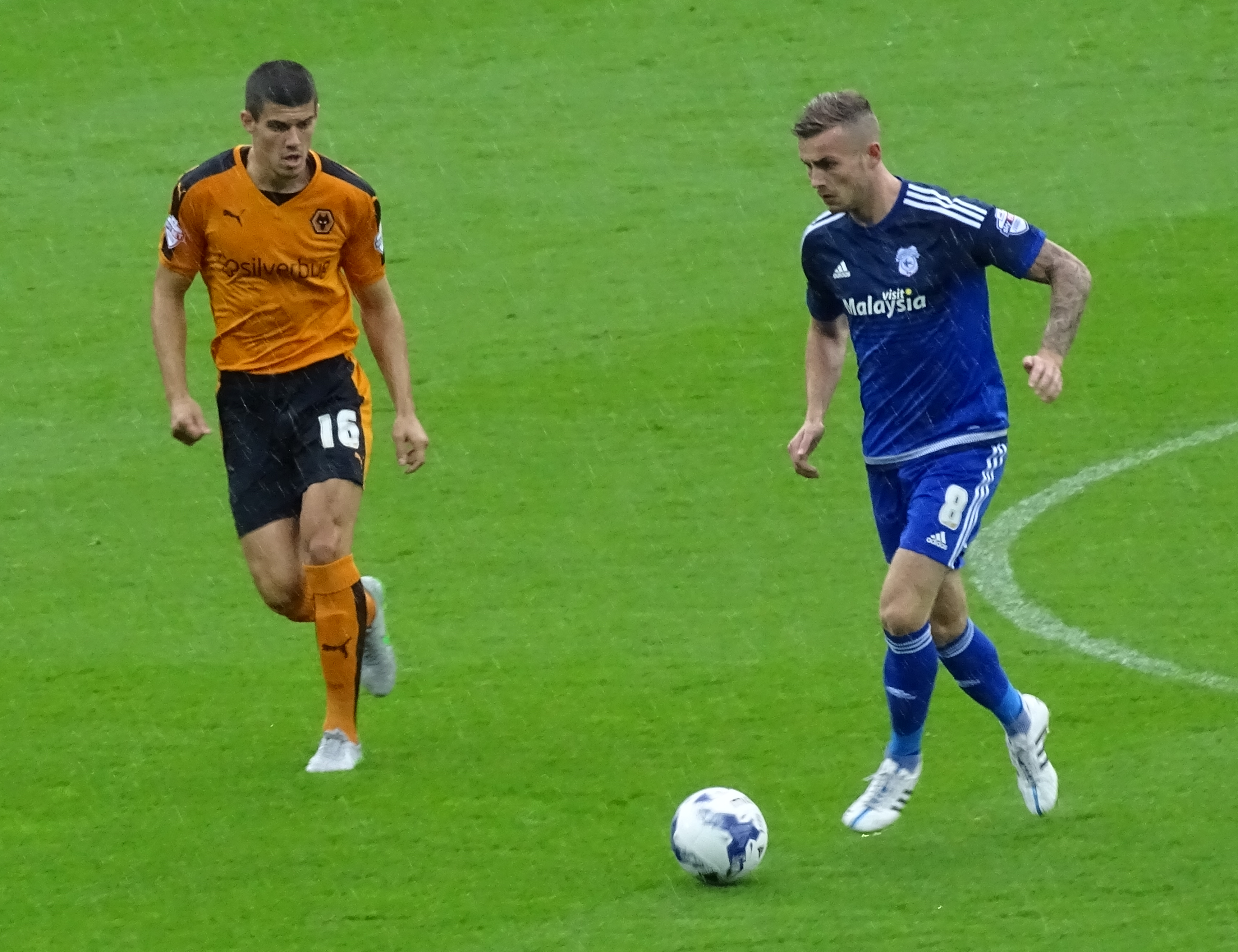
Coady in fase di gioco con la maglia del Wolverhampton nel 2015

Prodotto delle giovanili del Liverpool, il 12 maggio 2013 esordisce in campionato nei minuti finali dove sostituisce Philippe Coutinho, nella partita vinta per 3-1 in trasferta contro il Fulham. Il suo debutto assoluto con la maglia dei Reds risale al 8 novembre 2012, nella gara valida per la fase a gironi dell'Europa League disputata a Mosca contro l'Anži (1-0): Brendan Rodgers lo schiera titolare al centro del centrocampo nel suo 5-4-1, sostituendolo nella ripresa a Suso. Ceduto in prestito allo Sheffield United, in terza divisione inglese, dove disputa più di 50 incontri tra campionato e coppe, dopo esser ritornato a Liverpool, il 6 agosto 2014 i Reds lo cedono a titolo definitivo all'Huddersfield Town, club di Championship, in cambio di una cifra equivalente a 470000 €.
Nell'estate del 2015, viene ceduto a titolo definitivo al Wolverhampton, con cui si impone diventando sin da subito titolare e successivamente il capitano della squadra arancio-nero. Il 21 aprile 2018 sigla su calcio di rigore, la sua prima rete dopo 3 anni di militanza, in campionato, nella vittoria per 4-0 in trasferta contro il Bolton. Nel febbraio 2019 rinnova fino al giugno del 2023.
L'8 agosto 2022, dopo 7 anni passati ai Wolves, si trasferisce in prestito con diritto di riscatto all'Everton. Con i Toffees colleziona 24 presenze, condite con un gol nella vittoria in trasferta contro il Southampton, in Premier League, oltre ad una presenza e un gol in FA Cup contro il Manchester United.
Al termine della stagione, però, l'opzione per il diritto di riscatto non viene esercitata dal Club di Liverpool e Coady ritorna al Wolverhampton.
Il 1º luglio 2023 viene ceduto dai Wolves al Leicester per una cifra intorno agli 8 milioni di sterline. Durante la stagione non trova molto spazio concludendo la stagione con sole 12 presenze in campionato che viene vinto proprio dalle Foxes.
Dopo 2 anni a Leicester, il 1° agosto 2025 si trasferisce a titolo definitivo ai gallesi al Wrexham, militanti in Football League Championship.

### Nazionale
Compie tutta la trafila delle nazionali giovanili inglesi. Nell'estate del 2012 ha disputato l'europeo di categoria con l'Under-19 inglese. Nell'estate del 2013 ha disputato con la nazionale Under-20 inglese da capitano, il campionato mondiale di categoria.
Il 29 agosto 2020 riceve la sua prima chiamata in nazionale maggiore. Debutta l'8 settembre seguente in occasione dello 0-0 contro la Danimarca in Nations League.

## Statistiche

### Presenze e reti nei club
Statistiche aggiornate al 1° agosto 2025.
| Stagione              | Squadra               | Campionato            | Campionato | Campionato | Coppe nazionali | Coppe nazionali | Coppe nazionali | Coppe continentali | Coppe continentali | Coppe continentali | Altre coppe | Altre coppe | Altre coppe | Totale | Totale |
| Stagione              | Squadra               | Comp                  | Pres       | Reti       | Comp            | Pres            | Reti            | Comp               | Pres               | Reti               | Comp        | Pres        | Reti        | Pres   | Reti   |
| --------------------- | --------------------- | --------------------- | ---------- | ---------- | --------------- | --------------- | --------------- | ------------------ | ------------------ | ------------------ | ----------- | ----------- | ----------- | ------ | ------ |
| 2012-2013             | Liverpool             | PL                    | 1          | 0          | FACup+CdL       | 0+0             | 0+0             | UEL                | 1                  | 0                  | -           | -           | -           | 2      | 0      |
| 2013-2014             | Sheffield Utd         | FL1                   | 39         | 5          | FACup+CdL       | 8+1             | 1+0             | -                  | -                  | -                  | FLT         | 2           | 0           | 50     | 6      |
| 2014-2015             | Huddersfield Town     | FLC                   | 45         | 3          | FACup+CdL       | 1+2             | 0+0             | -                  | -                  | -                  | -           | -           | -           | 48     | 3      |
| 2015-2016             | Wolverhampton         | FLC                   | 37         | 0          | FACup+CdL       | 1+1             | 0+0             | -                  | -                  | -                  | -           | -           | -           | 39     | 0      |
| 2016-2017             | Wolverhampton         | FLC                   | 40         | 0          | FACup+CdL       | 2+3             | 0+1             | -                  | -                  | -                  | -           | -           | -           | 45     | 1      |
| 2017-2018             | Wolverhampton         | FLC                   | 45         | 1          | FACup+CdL       | 1+2             | 0+0             | -                  | -                  | -                  | -           | -           | -           | 48     | 1      |
| 2018-2019             | Wolverhampton         | PL                    | 38         | 0          | FACup+CdL       | 6+2             | 0+0             | -                  | -                  | -                  | -           | -           | -           | 46     | 0      |
| 2019-2020             | Wolverhampton         | PL                    | 38         | 0          | FACup+CdL       | 2+0             | 0+0             | UEL                | 17                 | 0                  | -           | -           | -           | 56     | 0      |
| 2020-2021             | Wolverhampton         | PL                    | 37         | 1          | FACup+CdL       | 2+1             | 0+0             | -                  | -                  | -                  | -           | -           | -           | 40     | 1      |
| 2021-2022             | Wolverhampton         | PL                    | 38         | 4          | FACup+ CdL      | 0+0             | -               | -                  | -                  | -                  | -           | -           | 4           |        |        |
| Totale Wolverhampton  | Totale Wolverhampton  | Totale Wolverhampton  | 273        | 6          |                 | 27              | 1               |                    | 17                 | 0                  |             | -           | -           | 317    | 7      |
| 2022-2023             | Everton               | PL                    | 24         | 1          | FACup+ CdL      | 1+0             | 1+0             | -                  | -                  | -                  | -           | -           | -           | 25     | 2      |
| 2023-2024             | Leicester City        | FLC                   | 12         | 0          | FACup+CdL       | 4+1             | 0               | -                  | -                  | -                  | -           | -           | -           | 17     | 0      |
| 2024-2025             | Leicester City        | PL                    | 22         | 1          | FACup+CdL       | 1+3             | 0+1             | -                  | -                  | -                  | -           | -           | -           | 26     | 2      |
| Totale Leicester City | Totale Leicester City | Totale Leicester City | 34         | 1          |                 | 9               | 1               |                    | -                  | -                  |             | -           | -           | 43     | 2      |
| 2025-2026             | Wrexham               | FLC                   | -          | -          | FACup+CdL       | -               | -               | -                  | -                  | -                  | -           | -           | -           | -      | -      |
| Totale carriera       | Totale carriera       | Totale carriera       | 416        | 16         |                 | 49              | 4               |                    | 18                 | 0                  |             | 2           | 0           | 485    | 20     |

### Cronologia presenze e reti in nazionale
| Cronologia completa delle presenze e delle reti in nazionale ― Inghilterra | Cronologia completa delle presenze e delle reti in nazionale ― Inghilterra | Cronologia completa delle presenze e delle reti in nazionale ― Inghilterra | Cronologia completa delle presenze e delle reti in nazionale ― Inghilterra | Cronologia completa delle presenze e delle reti in nazionale ― Inghilterra | Cronologia completa delle presenze e delle reti in nazionale ― Inghilterra | Cronologia completa delle presenze e delle reti in nazionale ― Inghilterra | Cronologia completa delle presenze e delle reti in nazionale ― Inghilterra |
| Data                                                                       | Città                                                                      | In casa                                                                    | Risultato                                                                  | Ospiti                                                                     | Competizione                                                               | Reti                                                                       | Note                                                                       |
| -------------------------------------------------------------------------- | -------------------------------------------------------------------------- | -------------------------------------------------------------------------- | -------------------------------------------------------------------------- | -------------------------------------------------------------------------- | -------------------------------------------------------------------------- | -------------------------------------------------------------------------- | -------------------------------------------------------------------------- |
| 8-9-2020                                                                   | Copenaghen                                                                 | Danimarca                                                                  | 0 – 0                                                                      | Inghilterra                                                                | UEFA Nations League 2020-2021 - 1º turno                                   | -                                                                          |                                                                            |
| 8-10-2020                                                                  | Londra                                                                     | Inghilterra                                                                | 3 – 0                                                                      | Galles                                                                     | Amichevole                                                                 | 1                                                                          |                                                                            |
| 14-10-2020                                                                 | Londra                                                                     | Inghilterra                                                                | 0 – 1                                                                      | Danimarca                                                                  | UEFA Nations League 2020-2021 - 1º turno                                   | -                                                                          |                                                                            |
| 25-3-2021                                                                  | Londra                                                                     | Inghilterra                                                                | 5 – 0                                                                      | San Marino                                                                 | Qual. Mondiali 2022                                                        | -                                                                          |                                                                            |
| 2-6-2021                                                                   | Middlesbrough                                                              | Inghilterra                                                                | 1 – 0                                                                      | Austria                                                                    | Amichevole                                                                 | -                                                                          |                                                                            |
| 5-9-2021                                                                   | Londra                                                                     | Inghilterra                                                                | 4 – 0                                                                      | Andorra                                                                    | Qual. Mondiali 2022                                                        | -                                                                          |                                                                            |
| 9-10-2021                                                                  | Andorra la Vella                                                           | Andorra                                                                    | 0 – 5                                                                      | Inghilterra                                                                | Qual. Mondiali 2022                                                        | -                                                                          | 86’                                                                        |
| 15-11-2021                                                                 | Serravalle                                                                 | San Marino                                                                 | 0 – 10                                                                     | Inghilterra                                                                | Qual. Mondiali 2022                                                        | -                                                                          |                                                                            |
| 26-3-2022                                                                  | Londra                                                                     | Inghilterra                                                                | 2 – 1                                                                      | Svizzera                                                                   | Amichevole                                                                 | -                                                                          |                                                                            |
| 4-6-2022                                                                   | Budapest                                                                   | Ungheria                                                                   | 1 – 0                                                                      | Inghilterra                                                                | UEFA Nations League 2022-2023 - 1º turno                                   | -                                                                          | 51’ 79’                                                                    |
| Totale                                                                     |                                                                            | Presenze                                                                   | 10                                                                         |                                                                            | Reti                                                                       | 1                                                                          |                                                                            |

## Palmarès

### Club

#### Competizioni nazionali
- Football League Championship: 2

Wolverhampton: 2017-2018
Leicester City: 2023-2024